# Jom kippur
Jom kippur eller Jom hakippurim (hebreiska: יום הכיפורים [jōm hakkippūrīm]), med engelskbaserad stavning Yom Kippur och Yom hakippurim; Försoningsdagen, är en helg inom judendomen, som infaller tio dagar efter den judiska nyårsdagen. Det är den viktigaste och allvarligaste högtiden i den judiska traditionen. Enligt den gregorianska kalendern infaller Jom kippur år 2025 (10 tishri 5786) onsdagen den 2 oktober och börjar firas på tisdagskvällen den 1:a.

## Historia
I enlighet med gamla testamentet i bibeln samlades stora skaror judiska trosbekännare i templet i Jerusalem. Översteprästen brukade i vanliga fall ha en gyllene skrud, men den här dagen var han klädd i en enkel linneklädnad. Inför Gud bekände han sina egna och folkets synder samt förrättade offer.

## Hur helgen firas: med fasta
Efter att templet i Jerusalem förstörts firas försoningsdagen genom att fasta, be böner, fira gudstjänster och be alla människor om förlåtelse. Under djupt allvar tänker man tillbaka på det år som gått och vad man har gjort för fel och misstag. Samtidigt lovar man Gud att försöka bli en bättre människa och att försöka leva som Gud har tänkt att människan bör leva.
Jom kippur börjar vid solnedgången och avslutas vid solnedgången nästa dag. Synagoggudstjänsten som inleder försoningsdagen kallas Kol nidre (arameiska: "alla eder") efter bönen Kol nidre som sjungs tre gånger. Det är en bön om förlåtelse för de uppriktiga löften till Gud som man kommer att ge under året som följer, men inte kommer att lyckas hålla.
Innan Jom Kippur förväntas man försona sig med sina ovänner, bära vit skrud och, åtminstone om man är man även kippa, samt tända ljus för avlidna. Inom ashkenazisk judendom beder man bönen Yizkor som del av firandet av minnet av avlidna.
Under hela Jom Kippur avstår man från mat och dryck från solnedgången dagen innan till kvällningen under Jom kippur, det vill säga 25 timmar. Andra saker som ingår i fastan är att man inte får bada, endast tvätta av fingrarna och ögonen, inte sminka sig eller använda deodorant, bära läderskor eller ha sexuellt umgänge. När det åter är tillåtet att äta, serveras havregröt och Chimbubröd. Liksom under Rosh hashana blåser man även i ett vädurhorn, en shofar, vilket skall väcka människorna till eftertanke.
Helgen avslutas med ne'ila, en bön om –försoning.

## Undantagna från fastan
Om liv eller hälsa hotas, undantas man från fastan. Barn under nio år och gravida och nyförlösta kvinnor till tre dagar efter förlossningen får inte fasta även om de vill. Äldre, barn och kvinnor som fött, dag tre till sju efter födseln, får fasta men måste avbryta den om de mår dåligt. Andra som är sjuka måste prata med en läkare eller rabbi om de får fasta.

## Datum för Jom kippur
Som alla judiska helger börjar Jom kippur vid solnedgången dagen före och avslutas vid kvällningen enligt dagen nedan.
- 2020 – 28 september (måndag)
- 2021 – 16 september (torsdag)
- 2022 –   5 oktober (onsdag)
- 2023 – 25 september (måndag)
- 2024 – 12 oktober (lördag)
- 2025 –   2 oktober (onsdag)
- 2026 – 21 september (måndag)
- 2027 – 11 oktober (måndag)
- 2028 – 30 september (lördag)
- 2029 – 19 september (onsdag)
- 2030 –   7 oktober (måndag)
- 2031 – 27 september (lördag)
- 2032 – 15 september (onsdag)
- 2033 –   3 oktober (måndag)